# Cataglyphis aenescens
Cataglyphis aenescens är en myrart som först beskrevs av Nylander 1849.  Cataglyphis aenescens ingår i släktet Cataglyphis och familjen myror.

## Underarter
Arten delas in i följande underarter:
- C. a. aenescens
- C. a. chatkalensis
- C. a. georgicus
- C. a. tancrei